# Meindert Dirksz van Dam
Meyndert van Dam (Hoorn, 1730 - aldaar, 1812) was een 17e-eeuwse Nederlands wiskundige, astronoom en almanakberekenaar van zon-, water- en maanstanden voor almanakken. Tevens examineerde hij voor de VOC, namens de kamer van de stad Hoorn.

## Betekenis
Meyndert Dirksz van Dam was een kleinzoon van Jan Albertsz van Dam, zoon van Dirk Jansz van Dam en familie van Dirck Rembrantsz van Nierop en Pieter Rembrantsz van Nierop. Hij heeft meer dan 230 almanakken op zijn naam staan. De opvolger van Meyndert als almanakberekenaar werd Jacob de Gelder.

## Almanakken
- Schiedamse almanak D.v.Zwaamen Rotterdam 1774 Universiteit van Amsterdam
- Stichters comptoir almanak Wed.C.Stichter Amsterdam 1781
- Haagse almanak D.v.Zwaamen Rotterdam 1784 Gemeente archief Den Haag
- Nieuwe Alkmaarse almanak A.Maagh Alkmaar 1785 Regionaal Archief Alkmaar
- Almanak + reys-wyzer Wed.C.Stichter Amsterdam 1786 Indiana University Bloomington USA
- Rotterdamse schrijfalmanak D.v.Zwaamen Rotterdam 1786 Koninklijke Bibliotheek Den Haag
- VOC Delft comptoir almanak Wed.C.Stichter Amsterdam 1788 Antiquariaat v.d. Steur Haarlem
- Naamwyzer + Stichteralmanak Jozua Schouten Amsterdam 1790 Antiquariaat Forum Houten Utrecht
- Dordrechter almanak P. van Braam 1790 International Social Historie Amsterdam
- Cornel Rotterdamse schrijfalmanak D.v.Zwaamen Rotterdam 1790 Gemeente-archief bibliotheek Rotterdam
- Enkhuyser almanak Wed.C.Stichter Amsterdam 1790 Regionaal archief Alkmaar
- Koopmans comptoir almanak Wed.C.Stichter Amsterdam 1790 Gemeente-archief Den Haag
- Burger-waght almanak Wed.C.Stichter Amsterdam 1792 Universiteits bibliotheek Amsterdam
- Korte kronyk begin jaar 1711 Wed. C. Stichter Amsterdam 1792 Universiteits bibliotheek Amsterdam
- Antwerpse almanak H.Verdussen Amsterdam 1792 Universiteitsbibliotheek Amsterdam
- Thompson schrijfalmanak D. van Zwaamen Rotterdam 1792 Gemeente-archief bibliotheek Rotterdam
- Amsterdamse almanak Wed. C.Stichter Amsterdam 1792 Gemeente-archief Amsterdam
- van Zwaamen almanak D.v.Zwaamen Rotterdam 1795 Gemeente-archief Den Haag
- Opregte Groninger almanak Kamerling Groenwolt Groningen 1799
- Dagwyser + almanak Stichter Josua Schouten Amsterdam 1800 Koninklijke Bibliotheek Den Haag
- Middelburgse-wacht almanak Wed.H.Snel Middelburg 1801 New York Public Library USA
- Oprechte Dordrechtse almanak P. van Braam Dordrecht 1803 Stadsarchief Dordrecht

## Tentoonstellingen
- Almanakken en Kalenders 2000 Koninklijke Bibliotheek Den Haag
- Almanakken en bijzondere prenten 2009 Regionaal Archief Alkmaar